# Miguel Ángel Riau Ferragut
Miguel Ángel Riau Ferragut veí de Mequinensa (27 de gener de 1989, Lleida) és un exfutbolista català que jugava en banda esquerra (lateral i extrem).

## Trajectòria esportiva
El 2009 va debutar amb el València CF en un partit amistós davant l'Al Ain en el trofeu estiuenc Luis Suñer.
El 30 de juny de 2010 és fitxat per tres anys pel FC Cartagena, conjunt de la Segona divisió. El contracte conté una opció de recompra de l'València CF els dos primers anys per un valor de 100.000 €. No va disposar de molts minuts en l'equip albinegre que optava pel play off d'ascens a Primera Divisió i comptava amb un conjunt fet, pel que en el mercat d'hivern va tornar cedit al València Club de Futbol fins a final de temporada.
No estava clara la seva continuïtat en l'FC Cartagena per a la temporada 2011-2012, encara que finalment va aconseguir un lloc en la plantilla. El jugador disputa de poques oportunitats en una plantilla conformada per pujar a Primera i que es converteix en una temporada decebedora doncs a falta de dues jornades es consuma el descens de la plantilla més cara en les 18 temporades que el futbol Cartagena va disputar fins a la data en Segona Divisió (15 amb el Cartagena FC i 3 amb l'FC Cartagena). Finalitza la campanya amb un total de 6 partits.
Per a la temporada 2012/2013, i amb el conjunt albinegre a la Segona Divisió B, el jugador roman a la plantilla amb l'objectiu de tornar al futbol professional. Amb el conjunt de Cartagena, acaba la lliga regular com a subcampió de grup i disputa les eliminatòries d'ascens a Segona Divisió. Fins ara ha disputat 27 partits (26 de Lliga i 1 de Copa). Ha estat internacional en totes les categories inferiors de la selecció espanyola de futbol. L'estiu de 2014 signa amb el CE Sabadell per tornar a jugar a la Segona Divisió.